# Nunzio Galantino

Wappen von Nunzio Galantino

Nunzio Galantino (* 16. August 1948 in Cerignola, Provinz Foggia, Italien) ist ein italienischer Geistlicher und emeritierter Präsident der Güterverwaltung des Apostolischen Stuhls. Von 2011 bis 2015 war er Bischof von Cassano all’Jonio und von 2013 bis 2018 Generalsekretär der Italienischen Bischofskonferenz.

## Leben
Nunzio Galantino besuchte das diözesane Priesterseminar des Bistums Ascoli Satriano und studierte Philosophie und Katholischen Theologie am Päpstlichen Regionalseminar in Benevent. Am 23. Dezember 1972 empfing er das Sakrament der Priesterweihe. Anschließend war er Subregens des Priesterseminars in Foggia. 1974 wurde er an der Universität Bari zum Doktor der Philosophie promoviert, erhielt die Lehrbefähigung an staatlichen Schulen und arbeitete dann bis 1977 als Dozent am Regionalpriesterseminar in Benevent sowie Lehrer für Geschichte und Philosophie an öffentlichen staatlichen Schulen. Ab 1977 war er Dozent für Theologische Anthropologie sowie Fundamentaltheologie und Dogmatik an der Theologischen Fakultät von Süditalien in Neapel. Zugleich war er ab 1977 Pfarrer der Pfarrei San Francesco d’Assisi in Cerignola. 1981 erfolgte zu dem die Promotion zum Dr. theol. an der Theologischen Fakultät von Süditalien. Papst Johannes Paul II. verlieh ihm am 1. August 1996 den Ehrentitel Kaplan Seiner Heiligkeit (Monsignore).
2001 wurde Galantino ordentlicher Professor für Theologische Anthropologie an der Theologischen Fakultät von Süditalien. 2004 übernahm er zudem die Leitung des Nationalen Dienstes für Höhere Studien in Theologie und Religionswissenschaft der Italienischen Bischofskonferenz (CEI).
Am 9. Dezember 2011 ernannte ihn Papst Benedikt XVI. zum Bischof von Cassano all’Jonio. Die Bischofsweihe spendete ihm der Erzbischof von Genua, Angelo Kardinal Bagnasco, am 25. Februar 2012 im Dom San Pietro Apostolo in Cerignola; Mitkonsekratoren waren der Erzbischof von Catanzaro-Squillace, Vincenzo Bertolone SdP, und der Bischof von Cerignola-Ascoli Satriano, Felice di Molfetta.
Papst Franziskus ernannte ihn zudem am 28. Dezember 2013 ad interim zum Generalsekretär der Italienischen Bischofskonferenz (CEI) und bestätigte ihn am 25. März des folgenden Jahres für fünf Jahre in diesem Amt. Am 28. Februar 2015 nahm Papst Franziskus seinen Verzicht auf das Bistum Cassano all’Jonio an. Die Funktion des Generalsekretärs der Bischofskonferenz behielt er bis 2018 bei.
Am 26. Juni 2018 ernannte ihn Papst Franziskus zum Präsidenten der Güterverwaltung des Apostolischen Stuhls. Am 6. Oktober 2021 ernannte ihn Papst Franziskus zudem zum Präsidenten der am selben Tag gegründeten Fondazione per la Sanità Cattolica.
Papst Franziskus nahm am 2. Oktober 2023 das altersbedingte Rücktrittsgesuch von Nunzio Galantino an.
Galantino ist Mitarbeiter bei verschiedenen Zeitschriften für Theologie und Philosophie mit überwiegend anthropologischen Beiträgen. Er ist Autor zahlreicher Bände und Aufsätze anthropologischen und theologischen Charakters.